# Lint (strook stof)

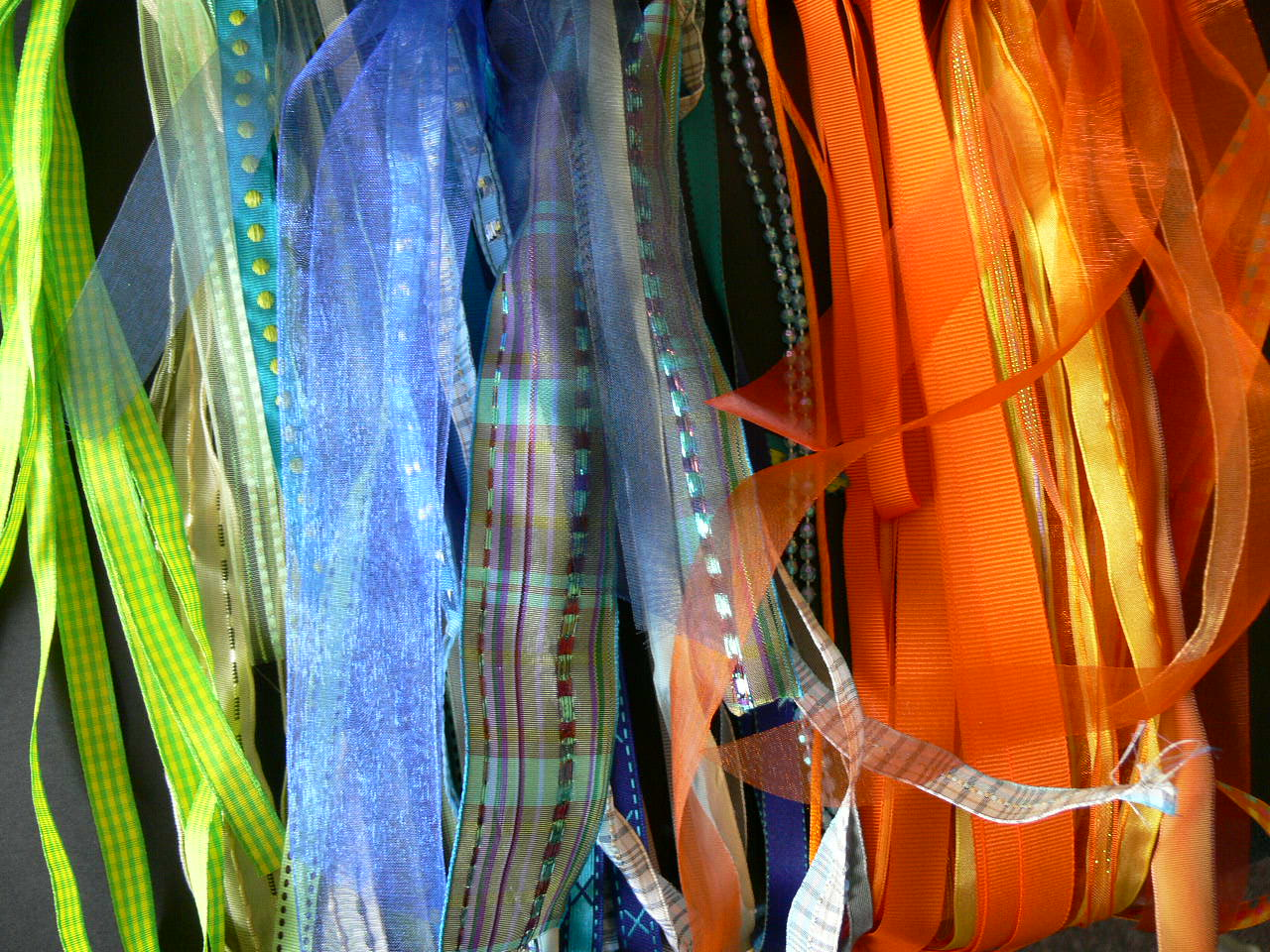
Linten in verschillende kleuren

Een lint is een lange strook textiel. Het wordt als versiering of afsluiting gebruikt.

## Medailles
Medailles, zoals onderscheidingen en ridderorden, worden vaak, maar niet altijd, aan een lint of een grootlint gedragen. Het lint hoort bij de medaille en heeft voorgeschreven kleuren.
Het lint van een ridderkruis of medaille is in Nederland langwerpig of in een U-vorm, het zogenoemde Pruisische model, opgemaakt.  In Oostenrijk is een dergelijk lint altijd in de vorm van een driehoek opgemaakt. In Denemarken en Rusland kiest men voor vijfhoeken en voor dames zijn er damesorden en onderscheidingen aan een strik.
Vaak zijn de linten van onderscheidingen van gewaterde zijde gemaakt: dit is textiel met een moiré-effect.
Hoewel de medaille belangrijker is dan het lint, wordt een onderscheiding informeel vaak een lintje genoemd.

## Plechtige opening
Wordt een publiek object, zoals een gebouw of een tunnel, in gebruik genomen, dan wordt de toegang vaak met een lint afgesloten. Een bekend persoon wordt dan uitgenodigd om in een plechtige ceremonie een toespraak te houden en het lint door te knippen.